# Rudolftelep, Borsod-Abaúj-Zemplén
Rudolftelep este un sat în districtul Kazincbarcika, județul Borsod-Abaúj-Zemplén, Ungaria, având o populație de 758 de locuitori (2011). 

## Demografie
Componența etnică a satului Rudolftelep
     Maghiari (94,8%)
     Romi (4,28%)
     Germani (0,93%)
Componența confesională a satului Rudolftelep
     Fără religie (26,39%)
     Romano-catolici (18,47%)
     Reformați (8,97%)
     Greco-catolici (4,09%)
     Atei (1,06%)
     Necunoscută (40,37%)
     Luterani (0,66%)
     Alte religii (1,19%)
Conform recensământului din 2011, satul Rudolftelep avea 758 de locuitori. Din punct de vedere etnic, majoritatea locuitorilor (94,8%) erau maghiari, cu o minoritate de romi (4,28%). Nu există o religie majoritară, locuitorii fiind persoane fără religie (26,39%), romano-catolici (18,47%), reformați (8,97%), greco-catolici (4,09%) și atei (1,06%). Pentru 40,37% din locuitori nu este cunoscută apartenența confesională.